# Zonosaurus laticaudatus
Zonosaurus laticaudatus är en ödleart som beskrevs av den franske upptäcktsresande och naturforskaren Alfred Grandidier 1869. Zonosaurus laticaudatus ingår i släktet Zonosaurus, och familjen sköldödlor. IUCN kategoriserar arten globalt som livskraftig. Inga underarter finns listade.

## Utbredning
Zonosaurus laticaudatus förekommer endemiskt på Madagaskar, där den finns i stor population på västra sidan av ön.

## Bildgalleri

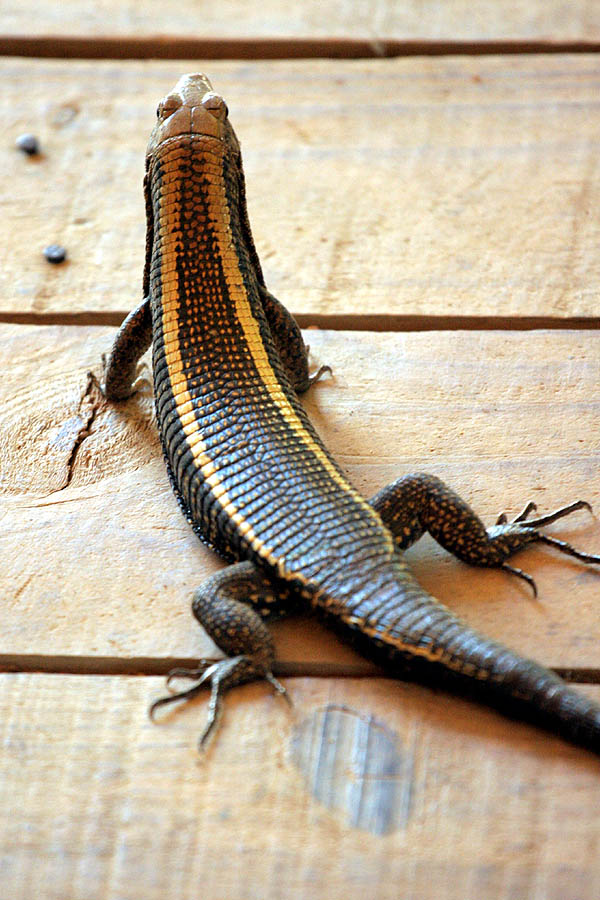